# Baculentulus tienmushanensis
Baculentulus tienmushanensis är en urinsektsart som först beskrevs av Yin 1963.  Baculentulus tienmushanensis ingår i släktet Baculentulus och familjen lönntrevfotingar. Inga underarter finns listade.